# Emily Hirst
Emily Hirst (* 9. Juli 1993 in Vancouver, British Columbia) ist eine kanadische Schauspielerin.

## Leben
Hirst debütierte in einer Folge der Fernsehserie Twilight Zone aus dem Jahr 2002. Nach einer kleinen Nebenrolle im SF-Actionfilm X-Men 2 (2003) trat sie in einer größeren Rolle an der Seite von Jennifer Beals im Filmdrama Desolation Sound (2005) auf. Für diese Rolle wurde sie im Jahr 2005 für den Leo Award nominiert.
Im Thriller Memory – Wenn Gedanken töten (2006) spielte Hirst an der Seite von Billy Zane. Im gleichen Jahr spielte sie eine Vampirin in der Fernsehserie Blade – Die Jagd geht weiter. Da sie während der Dreharbeiten erst 12 Jahre alt war, verbot ihr ihre Mutter häufig, die Serie im Fernsehen zu sehen. Dies tat sie nur heimlich als die Mutter abwesend war.
Ihre Rolle im Fernsehdrama For the Love of a Child (2006) brachte Hirst im Jahr 2007 den Young Artist Award. Im gleichen Jahr erhielt sie eine weitere Nominierung für den Young Artist Award für einen Gastauftritt in der Fernsehserie Smallville.

## Filmografie (Auswahl)
- 2005: Desolation Sound
- 2006: Smallville (Staffel: 5, Episode: 18)
- 2006: For the Love of a Child
- 2006: Blade – Die Jagd geht weiter (Blade: The Series, Fernsehserie)
- 2006: Memory – Wenn Gedanken töten (Memory)
- 2007: Second Sight
- 2008: The Egg Factory
- 2009: Storm Seekers
- 2009: Stranger with My Face